# 5 anneaux d'or
5 anneaux d'or est un jeu télévisé français diffusé sur France 2, produit par ITV Studios France et France Télévisions et présenté par Olivier Minne.
Le programme est lancé en première partie de soirée le jeudi 24 août 2017, dans une version avec des célébrités, et devient ensuite hebdomadaire, tous les samedis à 17 h 45, du 26 août 2017 jusqu'en août 2018.
L'émission se fonde sur le format britannique 5 Gold Rings.

## Principe
Deux duos de candidats se posent des questions en relation avec une image ou une animation projetée sur un écran géant se situant devant eux. Pour répondre à chaque question, les candidats disposent de cinq anneaux, qui leur permettent de délimiter une zone précise sur cet écran. Cette zone correspond selon eux à la réponse exacte. L’un d’eux, aidé de son partenaire resté en retrait, a ensuite trente secondes pour placer l’un des cinq anneaux à sa disposition, sachant que la taille de chaque anneau diminue au fur et à mesure des manches, augmentant ainsi le degré de précision nécessaire pour les réponses. En cas d'erreur, ils perdent l'anneau qu'ils viennent de jouer,,,,.

### Jokers
À chaque partie, les candidats disposent de deux jokers, à savoir :
- Le « Switch » (qui en français signifie « changer ») qui permet de changer de question.
- Le public, qui peut leur venir en aide grâce à une tablette.

### Gain
S'il arrive jusqu'en finale, le duo a la possibilité de remporter jusqu'à 15 000 €. Si le duo a fait un sans faute sur les 5 questions, ils peuvent remporter jusqu'à 30 000 €. Si le duo ne commet aucune erreur et sans utiliser les jokers sur les 5 questions, ils peuvent remporter jusqu'à 50 000 €. Si le duo a la possibilité de ne pas utiliser les jokers jusqu'en finale, ils peuvent remporter jusqu'à 25 000 €, en sachant qu'un joker non utilisé jusqu'en finale qui vaut 5 000 € et 10 000 € pour les  deux jokers non utilisés.

### Record de gains
Le record de gain est détendu par Matthieu & Jean-Luc qui remportent 40 000 €, soit 5 000 € non utilisé un joker et 15 000 € x 2 sur un sans faute pour 5 questions donc : (5 000 + 15 000) x 2 = 40 000 € le 16 décembre 2017.

### Téléspectateurs
Le téléspectateur a la possibilité de jouer en même temps que le candidat, en se connectant sur l'application du jeu depuis une tablette ou son smartphone. Il doit alors répondre aux mêmes questions et placer les anneaux sur l’écran. Celui qui obtient le plus de points gagne 150 €,.

### Règle en cas d'égalité
En cas d'égalité, le duo qui a le plus d'anneaux restants prend la main. Si les deux duos ont le même nombre d'anneaux, une question leur est posée pour les départager à laquelle ils doivent répondre avec une tablette pour savoir qui prend la main en finale. Ils disposent de quinze secondes pour placer leur anneau respectif. Le duo qui trouve la bonne réponse va en finale, mais si les deux duos ont la bonne réponse, celui qui a répondu le plus rapidement l'emporte. Si aucun duo ne parvient à trouver la bonne réponse, une nouvelle question est posée et ainsi de suite.

### Faits marquants
- En octobre 2017, le record de questions en image dans une émission est de 14 images. (Soit 10 images dans cette manche de niveau 1 à 5 pour deux duos de candidats + 2 images pour 2 switchs utilisés le joker + 1 image du jeu décisif et 1 image en finale).
- Le 18 novembre 2017 pour la première fois dans l'émission, les deux duos de candidats sont arrivés en finale avec 15 000 € (gain maximal).

## Prime événementiel, le 24 août 2017
Pour faire découvrir ce nouveau jeu au grand public, l'émission est d'abord diffusée en prime time événementiel, le 24 août 2017, dans une version avec des célébrités,,.
Lors de celui-ci, quatre duos de célébrités s’affrontent et jouent chacun en faveur d'une association, à savoir :
- Marie-Ange Nardi et Patrice Laffont pour la Ligue nationale contre le cancer
- Linda Hardy et Marine Lorphelin pour Les Bonnes Fées
- Valérie Damidot et Gil Alma pour Cé Ke Du Bonheur
- Françoise Laborde et Stéphane Bern pour Le Refuge

Le principe reste le même que l'émission diffusée en hebdomadaire. À noter tout de même que les candidats disposent de jokers supplémentaires, comme le journaliste Jean-Baptiste Marteau, soutien du Refuge, qui aura la possibilité de venir en aide à Stéphane Bern et Françoise Laborde s'ils le souhaitent.

## Audiences
| Numéro | Date              | Type  | Téléspectateurs | Part de Marché |
| ------ | ----------------- | ----- | --------------- | -------------- |
| 1      | 24 août 2017      | Prime | 2 077 000       | 10,8 %         |
| 2      | 26 août 2017      | Hebdo | 555 000         | 6,5 %          |
| 3      | 2 septembre 2017  | Hebdo | 535 000         | 5,1 %          |
| 4      | 9 septembre 2017  | Hebdo | 655 000         | 6,2 %          |
| 5      | 16 septembre 2017 | Hebdo | 573 000         | 5,3 %          |
| 6      | 23 septembre 2017 | Hebdo | 574 000         | 5,9 %          |
| 7      | 30 septembre 2017 | Hebdo | 613 000         | 5,3 %          |
| 8      | 7 octobre 2017    | Hebdo |                 |                |
| 9      | 14 octobre 2017   | Hebdo |                 |                |
| 10     | 21 octobre 2017   | Hebdo |                 |                |
| 11     | 28 octobre 2017   | Hebdo |                 |                |
| 12     | 4 novembre 2017   | Hebdo |                 |                |
| 13     | 11 novembre 2017  | Hebdo | 744 000         | 5,5 %          |
| 14     | 18 novembre 2017  | Hebdo |                 |                |
| 15     | 25 novembre 2017  | Hebdo | 950 000         | 7,2 %          |
| 16     | 2 décembre 2017   | Hebdo | 773 000         | 5,6 %          |
| 17     | 16 décembre 2017  | Hebdo | 837 000         | 6,2 %          |
| 18     | 6 janvier 2018    | Hebdo |                 |                |
| 19     | 13 janvier 2018   | Hebdo |                 |                |
| 20     | 20 janvier 2018   | Hebdo |                 |                |
| 21     | 27 janvier 2018   | Hebdo |                 |                |
| 22     | 3 mars 2018       | Hebdo |                 |                |
| 23     | 7 avril 2018      | Hebdo |                 |                |
| 24     | 14 avril 2018     | Hebdo |                 |                |
| 25     | 21 avril 2018     | Hebdo |                 |                |
| 26     | 28 avril 2018     | Hebdo |                 |                |
| 27     | 5 mai 2018        | Hebdo |                 |                |
| 28     | 26 mai 2018       | Hebdo |                 |                |
| 29     | 16 juin 2018      | Hebdo |                 |                |
| 30     | 23 juin 2018      | Hebdo |                 |                |
| 31     | 30 juin 2018      | Hebdo |                 |                |
| 32     | 7 juillet 2018    | Hebdo |                 |                |
| 33     | 14 juillet 2018   | Hebdo | 598 000         | 5,5 %          |

L'émission diffusée en prime-time le jeudi 24 août 2017 réunit 2,08 millions de téléspectateurs, soit 10,8 % de PDA.
La première émission diffusée en hebdomadaire le samedi 26 août rassemble 555 000 téléspectateurs, pour une part d'audience de 6,5 %. La deuxième émission hebdomadaire du samedi 2 septembre s'effondre à seulement 5,1 % de part de marché (535 000 téléspectateurs).